# Christian Gottlob Rebs
Christian Gottlob Rebs (* 23. August 1773 in Roßleben; † 10. Dezember 1843 in Zeitz) war ein deutscher evangelischer Theologe und Lehrer.

## Leben
Nach dem Besuch der Klosterschule in Roßleben im kursächsischen Amt Wendelstein begann er 1792 Theologie an der Universität Leipzig zu studieren. Er hörte u. a. bei Rosenmüller und Morus Vorlesungen und promovierte zum Dr. phil. Gleichzeitig beabsichtigte er, eine Lehrerausbildung zu erhalten und besuchte daher die neugegründete Rathsfreischule in Leipzig.
1796 wurde Christian Gottlob Rebs Konrektor am Lyzeum in Reichenbach im Vogtland. Drei Jahre später wechselte er als Lehrer an die Stiftsschule nach Zeitz, um seinem Elternhaus in Roßleben näher zu sein. An dieser Schule in Zeitz gab er auch Gesangsunterricht und dirigente geistliche Musik. Außerdem leitete er an der Stiftsschule den Religionsunterricht. Im Jahr seiner Anstellung in Zeitz 1799 wurde er außerdem zum dortigen Stadtkantor ernannt.
Neben seinem Lehramt bemühte sich Christian Gottlob Rebs, durch das Verfassen von populärwissenschaftlichen Erbauungs- und Belehrungsschriften Einfluss auf die religiöse Bildung der jungen Generation zu nehmen. 1815 erschien Drei Worte des Glaubens, der Liebe und der Hoffnung oder letzte Ermahnung eines Lehrers an die Jugend. Dieser Schrift folgte ein Jahr später Tägliche Betrachtungen und Gebete am Morgen und Abend nach der Zeitfolge der Jahreszeiten. Weitere seiner Schriften waren Andachtsbuch für die Jugend, Leipzig 1821; Die Stunden der Weihe im häuslichen Leben, Leipzig 1828; Die Schulandacht, Leipzig 1830 sowie Gebete und Betrachtungen für das Haus und die Schule, Leipzig 1833. Außerdem verfasste er mehrere Lehrbücher für den Rechenunterricht, so zum Beispiel: Praktische Anleitung zum Rechnen nach Pestalozzi’s Lehrart, Leipzig 1813.
In Zeitz gründete Christian Gottlob Rebs einen Chor zur Pflege des Chorals und des Figuralgesanges.